# Ionica Constanța Popescu
Ionica Constanța Popescu (n. 16 iulie 1972, București) este o politiciană română, fost membră a Parlamentului României. În cadrul activității sale parlamentare, Ionica Constanța Popescu a fost membru în grupurile parlamentare de prietenie cu Republica Elenă, Republica Slovacă, Republica Slovenia, Republica Cehă. 